# Lijst van atletiekwedstrijden in Limburg (Nederland)
De lijst van atletiekwedstrijden in Limburg geeft een overzicht van alle atletiekevenementen in de Nederlandse provincie Limburg. Dit zijn zowel wegevenementen als baanwedstrijden.

## A
- Annendaalloop
- Abdijcross

## D
- Danikerbosloop

## E
- Enci Bergloop

## F
- Fat Ass Fifty

## G
- Geuldalloop

## I
- IJzeren Man Volksloop (loopserie)

## K
- Kranerbroeker trimloop (loopserie)

## M
- Mescherbergloop
- Megaloop
- Maastrichts Mooiste
- Maasmarathon
- Meinwegcross

## O
- Overmuntheloop

## P
- Pepijnloop

## R
- Road to Rotterdam

## S
- Sint Joostertrimloop (loopserie)
- Schuttersparkloop

## T
- Treechloop

## V
- Venloop
- Vlakwatercross (Limbra Crosscompetitie)

## W
- Wallenloop (loopserie)